# Пак Чхан Дэ
Пак Чхан Дэ (кор. 박찬대; род. 10 мая 1965 года, Инчхон, Республика Корея) — южнокорейский политический, партийный деятель и бывший бухгалтер, член Национального собрания Республики Корея (с 2016 года). Ранее временно исполнял обязанности председателя «Демократической партии» (в 2024 и 2025 годах), а также был лидером парламентской фракции «Демократической партии» (2024–2025).

## Биография

### Ранние годы
Пак Чхан Дэ родился 10 мая 1965 года в Инчхоне. С 1972 по 1984 годы учился в школе. В 1984 году поступил в Университет Инха, где получил степень бакалавра делового администрирования. C 29 сентября 1988 года по 27 декабря 1990 года проходил службу в 31-й пехотной дивизии, получив звание сержанта. С 1992 по 1998 годы — проходил аспирантуру в Сеульском национальном университете, получив степень магистра делового администрирования.
C 1997 по 1999 работал в международном отделе Sedong Accounting Corporation, а с 1999 по 2000 год — в международном отделе Samil Accounting Corporation. С 2001 по 2003 работал в Бюро по надзору за бухгалтерским учётом и Бюро по надзору за раскрытием информации Службы финансового надзора. С 2003 и вплоть до декабря 2015 года являлся главой отделения Hanmi Accounting Corporation в Кёнгине, а также вице-президент компании.

### Политическая карьера
В 2009 году вступил в «Демократическую партию», а в 2012 году баллотировался на парламентских выборах от новой «Демократической партии», но безуспешно. В декабре 2015 года возглавил региональное отделение «Демократической партии» в Инчхоне и стал внештатным профессором кафедры делового администрирования Университета Инха.
На парламентских выборах 2016 года избран в Национальное собрание. В апреле — мае 2017 года являлся заместителем руководителя предвыборного штаба кандидата в президенты Мун Чжэ Ина, одержавшего победу. С мая 2019 по май 2020 — пресс-секретарь «Демократической партии». В сентябре 2019 года вошёл в состав Специального комитета по реформе прокуратуры «Демократической партии».
На парламентских выборах 2020 года был переизбран членом Национального собрания. Занимал различные партийные должности, войдя в августе 2022 года в состав Верховного совета «Демократической партии». В октябре 2023 года возглавил Комитет по противодействию диктатуре преследования и политическому подавлению «Демократической партии».
Вновь переизбран в парламент на выборах 2024 года, после чего 3 мая назначен лидером фракции «Демократической партии» в Национальном собрании. С 24 июня по 18 августа 2024 года — исполняющий обязанности председателя «Демократической партии».
Принимал участие в событиях 3 — 4 декабря 2024 года, прилагая усилия к отмене военного положения в стране и привлечению президента Юн Сок Ёля к ответственности. Находился в списке лиц, подлежащих аресту в ходе попытки мятежа.
9 апреля 2025 года вновь занял пост исполняющего обязанности председателя партии, после того как Ли Чжэ Мён покинул должность лидера для участия в президентских выборах. 13 июня 2025 года срок полномочий Пака, как лидера фракции, закончился. Новым лидером фракции и временным лидером партии был избран Ким Бён Ги.

## Личная жизнь
Женат, имеет сына.